# Titanebo creosotis
Titanebo creosotis là một loài nhện trong họ Philodromidae.
Loài này thuộc chi Titanebo. Titanebo creosotis được miêu tả năm 1965 bởi Schick.